# Phidolopora pacifica
Phidolopora pacifica är en mossdjursart som först beskrevs av Robertson 1908.  Phidolopora pacifica ingår i släktet Phidolopora och familjen Phidoloporidae. Utöver nominatformen finns också underarten P. p. disposita.